# آمدئو کلوا
آمدئو کلوا (انگلیسی: Amedeo Kleva; ۶ فوریهٔ ۱۹۲۳ – ۲۲ ژوئن ۱۹۹۶) بازیکن فوتبال اهل بلغارستان بود.
از باشگاه‌هایی که در آن بازی کرده‌است می‌توان به باشگاه فوتبال لفسکی صوفیه اشاره کرد.
وی همچنین در تیم ملی فوتبال بلغارستان بازی کرده‌است.